# Болтон Уондерерс
«Бо́лтон Уо́ндерерс» (полное название — Футбольный клуб «Болтон Уондерерс»; англ. Bolton Wanderers Football Club, английское произношение: [ˈboʊltən ˈwɒndərəz 'futbɔ:l klʌb]) — английский профессиональный футбольный клуб из Болтона, графство Большой Манчестер. Основан в 1874 году под названием «Крайст Черч» (англ. Christ Church F.C.). Является одним из 12 клубов-основателей старейшей в мире футбольной лиги — Футбольной лиги Англии.
Выступает в Лиге 1, третьем по значимости дивизионе в системе футбольных лиг Англии.
Домашние матчи проводит на стадионе «Тафшит Коммьюнити» (ранее известном под названиями «Рибок», «Макрон» и «Юниверсити оф Болтон»), вмещающем более 28 тысяч зрителей.

## История

### Ранняя история (1877—1929)
Клуб был основан прихожанами церковной школы Томасом Огденом в 1874 году под названием «Крайст Черч». В 1877 году команда была переименована и стала носить современное название «Болтон Уондерерс», а 11 лет спустя клуб принял участие в основании Футбольной лиги.
В Кубке Англии сезона 1887/88 «Болтон» принимал участие в затяжном первом туре против «Эвертона». Валлиский полузащитник Боб Робертс забил единственный гол в первом матче (15 октября 1887), но результат был признан недействительным, так как «Болтон» выставил не своего игрока, Роберта Струтерса. Далее последовали два ничейных матча (Робертс снова забивал первым), прежде чем «Эвертон» выиграл вторую переигровку матча (всего было сыграно четыре матча) со счётом 2:1. Однако, на этот раз «Эвертон» дисквалифицировали за выставление на матч двух профессиональных игроков, которые были зарегистрированы как любители, и победа была присуждена «Болтону». Во втором раунде Болтон вылетел из кубка от «Престон Норт Энд» со счётом 9:1.
В 1894 году «Болтон» дошёл до финала старейшего турнира, Кубка Англии, но проиграл «Ноттс Каунти» со счётом 4:1 на стадионе «Гудисон Парк». Десять лет спустя они заняли второе место во второй раз, проиграв «Манчестер Сити» со счётом 1:0 на стадионе «Кристал Пэлас» 23 апреля 1904 года. 28 апреля 1923 года «Болтон» выиграл Кубок Англии с третьей попытки, победив «Вест Хэм Юнайтед» со счётом 2:0 на лондонском «Уэмбли». Тот матч был известен как «Финал белой лошади», на нём присутствовало более 127 тысяч болельщиков. Нападающий «Болтона» Дэвид Джек вошёл в историю как автор первого гола, забитого на лондонском стадионе «Уэмбли».

### Падение и возвращение в Премьер-лигу
В 1987 году «Болтон Уондерерс» вылетел в четвёртый дивизион, но за восемь лет команда сумела подняться в элиту. В 1995 году под руководством тренера Брюса Риоха «Болтон» победил в финале плей-офф «Рединг» и вышел в Премьер-лигу.

### Сезон 1995/96
Риох в межсезонье перебрался в лондонский «Арсенал», а свой первый сезон в Премьер-лиге «Болтон» начал под руководством нового тренера Роя Макфарленда. К Рождеству «Болтон» уверенно занимал последнюю строчку в таблице, и 2 января 1996 года Макфарленд был уволен. Его место занял Колин Тодд, помощник Макфарленда. Но время было уже упущено. Хотя при Тодде по набранным очкам «Болтон» занял 14-е место, но тем не менее команда выбыла в первый дивизион с 29 баллами и последним местом.

### Сезон 1996/97

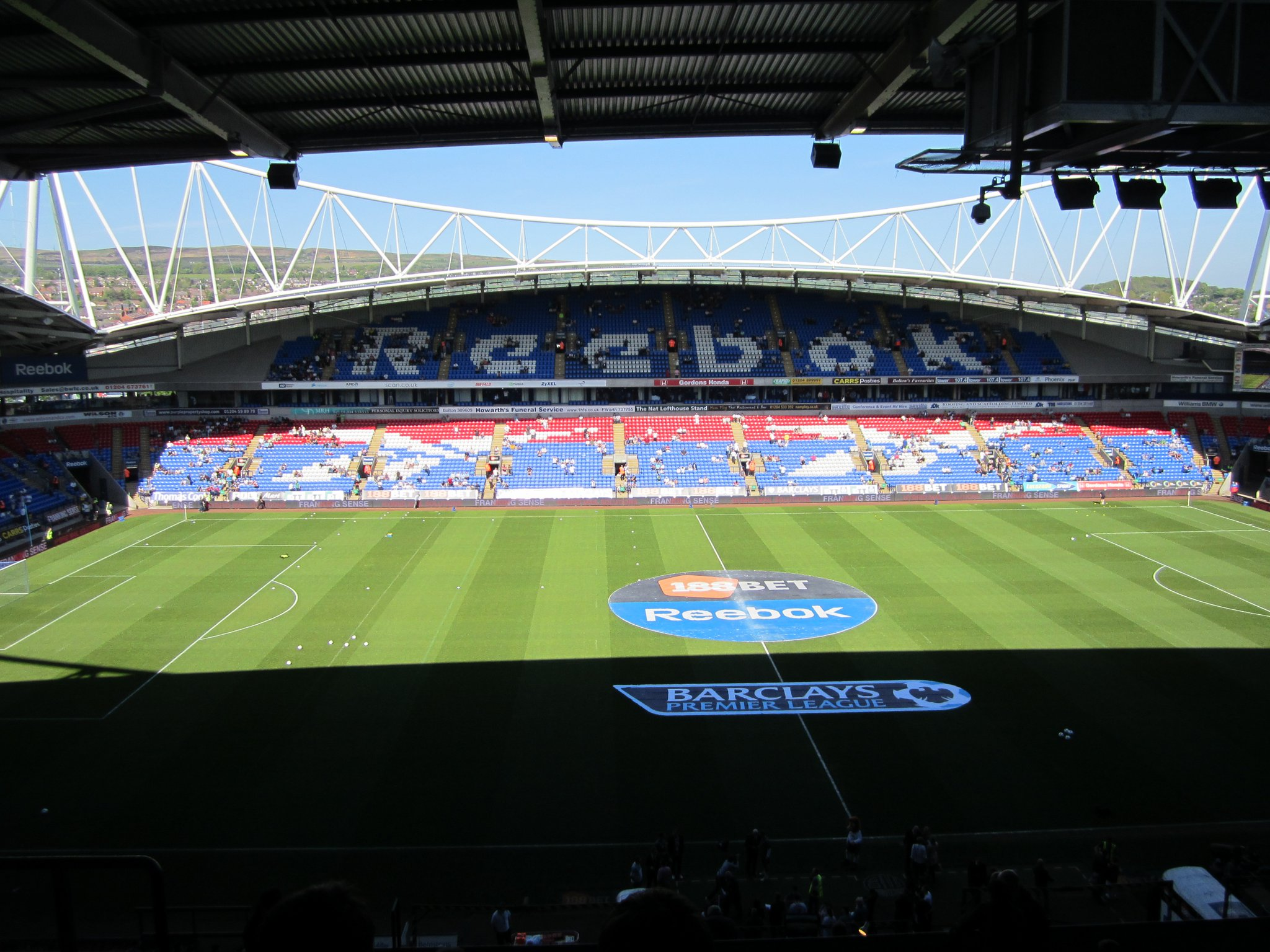
Макрон Стэдиум стадион Болтона с 1997 года

Чемпионат 1996/97 стал сезоном рекордов для клуба: под руководством Колина Тодда команда одержала самое большое количество побед (28) в клубной истории, забила 100 мячей, набрала 98 очков и триумфально вернулась в элиту английского футбола. Это совпало с переездом клуба на новый стадион «Рибок» (до того момента клуб 102 года выступал на «Бернден Парк»).

### Сезон 1997/98
Однако пребывание команды в Премьер-лиге снова оказалось недолгим. Все решалось в последнем туре. Болтон проиграл «Челси» на выезде, а «Эвертон» сыграл дома вничью с «Ковентри» и по лучшей разнице мячей остался в элите.

### «Болтон» при Эллардайсе
В сентябре 1999 года, после продажи в «Блэкберн» Пера Франдсена, Колин Тодд подал в отставку, и на пост главного тренера был приглашён Сэм Эллардайс (он выступал за клуб в 70-е годы в качестве игрока). Именно с его переходом связаны наибольшие успехи «Болтона». Выведя клуб в 2001-м году в Премьер-лигу и имея при этом скромный бюджет, «Большой Сэм» делал ставку на возрастных футболистов: Ивана Кампо, Джей-Джея Окочу и других. Эллардайс привнёс в команду необходимую стабильность и в итоге смог превратить команду-аутсайдера в крепкого середняка лиги, способного обыграть грандов английского футбола «Манчестер Юнайтед», «Арсенал» и «Челси».
В сезоне 2004/2005 «Уондерерс» финишировал по итогам чемпионата шестым, что стало наивысшим достижением клуба за последние 40 лет. Это позволило команде в сезоне 2005/06 впервые в своей истории принять участие в международном футбольном турнире под эгидой УЕФА. Команда дошла до 1/16 финала Кубка УЕФА, где уступила «Марселю». Вскоре после этого успеха Эллардайс был приглашён в «Ньюкасл Юнайтед», а у руля «Болтона» ненадолго встал Сэмми Ли.

### После Эллардайса
В октябре 2007 года главным тренером клуба стал Гари Мегсон. Мегсон смог сохранить «Болтон» в Премьер-лиге. Команда не проигрывала в последних 5 матчах сезона и заняла 16-е место. Мегсон был инициатором крупнейшего трансфера в истории клуба, когда в июне 2008 года был приобретён нападающий сборной Швеции Юхан Эльмандер за 8,2 млн фунтов. В сезоне 2011/2012 команда выступала неудачно, потерпев поражения в 11 домашних матчах. 17 марта 2012 года Фабрис Муамба после первого тайма матча Кубка Англии с «Тоттенхэмом» попал в больницу с диагнозом «остановка сердца». Апогеем борьбы за выживание стал матч со «Сток Сити». «Рысакам» нужна была только победа. Однако матч завершился вничью 2:2. Набрав 36 очков по итогам турнира, «Болтон» в последнем туре вылетел из Премьер-лиги в Чемпионшип.

### После выбывания из Премьер-лиги
«Болтон» оказался в числе выбывших команд вместе с «Блэкберн Роверс» и «Вулверхэмптоном». Вслед за этим клуб покинул ряд игроков, включая Ивана Класнича, Рикардо Гарднера, Найджела Рео-Кокера, Гретара Стейнссона и Тунджая Шанлы. Тогда же завершилось многолетнее сотрудничество клуба с компанией Reebok, и новым поставщиком формы стала компания adidas.
Сезон 2012/13 команда начала неудачно. К восьмому туру «Уондерерс» находился на 16-м месте в турнирной таблице. А после десятого тура команда опустилась на 18-е место с 11-ю очками. Также «странники» вылетели из Кубка Футбольной лиги, проиграв клубу «Кроли Таун» в гостях. 9 октября 2012 года в отставку был отправлен главный тренер команды Оуэн Койл. Команда балансировала в нижней части турнирной таблицы, совсем недалеко от зоны вылета. 25 октября 2012 года на должность главного тренера был назначен шотландский специалист Дуги Фридмен, запомнившийся своей плодотворной работой с лондонским клубом «Кристал Пэлас». До заключительного тура команда имела серьёзные шансы на выход в плей-офф, но ничья в домашнем матче против «Блэкпула» (2:2) оставила «рысаков» на итоговом 7-м месте в турнирной таблице Чемпионшипа.
Сезон 2013/14 «Болтон» завершил на 14-м месте с 59 набранными очками, сезон же 2014/15 команда начала неудачно, после 10 туров в её активе была лишь одна победа. 3 октября 2014 года Дуги Фридмен покинул клуб, на его место был приглашён Нил Леннон. Он выиграл свой первый матч в качестве наставника «Болтона» (1:0 против «Бирмингем Сити» на выезде). В активе Нила Леннона восьмиматчевая беспроигрышная серия (5 побед и 3 ничьи), когда к 28 декабря команда поднялась на 14-е место. Сезон же команда, потерпев ряд поражений, закончила на 18-м месте, с 51 очком в активе.
В сезоне 2018/19 «Болтон» выбыл в Лигу 1.
В сезоне 2019/20 с команды сняли 12 очков до начала сезона за переход клуба под внешнее управление. После досрочного завершения сезона «Болтон» выбыл в Лигу 2. В сезоне 2020/2021 команда заняла 3-е место, и вместе с «Челтнем Таун» и «Кембридж Юнайтед» вышла в Лигу 1.

## Символика

### Форма

#### Домашняя
| 2009/10 | 2010/11 | 2011/12 | 2012/13 | 2013/14 | 2016/17 | 2017/18 | 2018/19 | 2019/20 | 2020/21 | 2021/22 |
| 2022/23 | 2023/24 |         |         |         |         |         |         |         |         |         |

#### Гостевая
| 2009/10 | 2010/11 | 2011/12 | 2012/13 | 2013/14 | 2016/17 | 2017/18 | 2018/19 | 2019/20 | 2020/21 | 2021/22 |
| 2022/23 | 2023/24 |         |         |         |         |         |         |         |         |         |

#### Резервная
| 2012/13 | 2014/15 | 2015/16 | 2016/17 | 2018/19 |

Источники:,

## Выступления в Кубке Англии по футболу
Клуб впервые участвовал в Кубке Англии в сезоне 1881/82.
- В первом раунде кубка 22 октября 1881 года матч на своём поле с «Игли» завершился со счётом 5:5. 12 ноября 1881 года в переигровке на поле соперника «Болтон Уондерерс» победил со счётом 1:0, одержал первую победу в кубке и вышел во второй раунд кубка. Во втором раунде, 19 ноября 1881 года, «Болтон Уондерерс» проиграл в гостях клубу «Блэкберн Роверс» со счётом 2:6 и вылетел из соревнования.
- В сезоне 1882/83 в первом раунде клуб одержал рекордную победу со счётом 6:1 над клубом «Бутл» и впервые вышел в 3-й раунд кубка, одержав победу со счётом 3:0 над клубом «Ливерпуль Рэмблерс».
- В сезоне 1883/84 в первом раунде клуб одержал рекордную победу со счётом 9:0 над клубом «Болтон Олимпик» и впервые вышел в 4-й раунд кубка, одержав победу со счётом 8:1 над клубом «Ируэлл Спрингс» (Irwell Springs).
- В сезоне 1888/89 в переигровке второго квалификационного раунда клуб повторил рекордную победу со счётом 9:0 над клубом «Уэст Манчестер» (West Manchester).
- В сезоне 1889/90 во втором раунде клуб одержал рекордную победу со счётом 13:0 над клубом «Шеффилд Юнайтед» и впервые вышел в полуфинал, одержав победу в гостях со счётом 7:0 над клубом «Бутл».
- В сезоне 1893/94 клуб впервые вышел в финал, в полуфинале одержав победу со счётом 2:1 над клубом «Шеффилд Уэнсдей». Финал кубка прошёл 31 марта 1894 года на стадионе «Гудисон Парк». «Болтон Уондерерс» проиграл клубу «Ноттс Каунти» со счётом 1:4.
- В сезоне 1895/96 клуб вышел в полуфинал, одержав победу со счётом 2:0 над клубом «Бери».
- В 1923 году «Болтон» выиграл Кубок Англии, обыграв в финале «Вест Хэм Юнайтед» со счётом 2:0.
- В 1926 году «Болтон» выиграл Кубок Англии, обыграв в финале «Манчестер Сити» со счётом 1:0.
- В 1929 году «Болтон» выиграл Кубок Англии, обыграв в финале «Портсмут» со счётом 2:0.
- В 1958 году «Болтон» выиграл Кубок Англии, обыграв в финале «Манчестер Юнайтед» со счётом 2:0.

## Достижения
- Первый дивизион: 3
  - 3-е место: 1891/92, 1920/21, 1924/25
- Второй дивизион: 3
  - Победитель: 1908/09, 1977/78, 1996/97
  - Второе место: 1899/1900, 1904/05, 1910/11, 1934/35
- Третий дивизион: 1
  - Победитель: 1972/73
  - Второе место: 1992/93
- Кубок Англии: 4
  - Обладатель: 1923, 1926, 1929, 1958
  - Финалист: 1894, 1904, 1953
- Кубок Футбольной лиги:
  - Финалист: 1995, 2004
- Суперкубок Англии: 1
  - 1958
- Трофей Футбольной лиги: 2
  - Победитель: 1989, 2023
  - Финалист: 1986
- Военный кубок Футбольной лиги
  - Обладатель: 1944/45

## Статистика выступлений с 1998 года
| Сезон   | Дивизион        | Место | И  | В  | Н  | П  | ГЗ | ГП | Очки |
| ------- | --------------- | ----- | -- | -- | -- | -- | -- | -- | ---- |
| 1998/99 | Первый дивизион | 6     | 46 | 20 | 16 | 10 | 78 | 59 | 76   |
| 1999/00 | Первый дивизион | 6     | 46 | 21 | 13 | 12 | 69 | 50 | 76   |
| 2000/01 | Первый дивизион | 3     | 46 | 24 | 15 | 7  | 76 | 45 | 87   |
| 2001/02 | Премьер-лига    | 16    | 38 | 9  | 13 | 16 | 44 | 62 | 40   |
| 2002/03 | Премьер-лига    | 17    | 38 | 10 | 14 | 14 | 41 | 51 | 44   |
| 2003/04 | Премьер-лига    | 8     | 38 | 14 | 11 | 13 | 48 | 56 | 53   |
| 2004/05 | Премьер-лига    | 6     | 38 | 16 | 10 | 12 | 49 | 44 | 58   |
| 2005/06 | Премьер-лига    | 8     | 38 | 15 | 11 | 12 | 49 | 41 | 56   |
| 2006/07 | Премьер-лига    | 7     | 38 | 16 | 8  | 14 | 47 | 52 | 56   |
| 2007/08 | Премьер-лига    | 16    | 38 | 9  | 10 | 19 | 36 | 54 | 37   |
| 2008/09 | Премьер-лига    | 13    | 38 | 11 | 8  | 19 | 41 | 53 | 41   |
| 2009/10 | Премьер-лига    | 14    | 38 | 10 | 9  | 19 | 42 | 67 | 39   |
| 2010/11 | Премьер-лига    | 14    | 38 | 12 | 10 | 16 | 52 | 56 | 46   |
| 2011/12 | Премьер-лига    | 18    | 38 | 10 | 6  | 22 | 46 | 77 | 36   |
| 2012/13 | Чемпионшип      | 7     | 46 | 18 | 14 | 14 | 69 | 61 | 68   |
| 2013/14 | Чемпионшип      | 14    | 46 | 14 | 17 | 15 | 59 | 60 | 59   |
| 2014/15 | Чемпионшип      | 18    | 46 | 13 | 12 | 21 | 54 | 67 | 51   |
| 2015/16 | Чемпионшип      | 24    | 46 | 5  | 15 | 26 | 41 | 81 | 30   |
| 2016/17 | Лига 1          | 2     | 46 | 25 | 11 | 10 | 68 | 36 | 86   |
| 2017/18 | Чемпионшип      | 21    | 46 | 10 | 13 | 23 | 39 | 74 | 43   |
| 2018/19 | Чемпионшип      | 23    | 46 | 8  | 8  | 30 | 29 | 78 | 32   |
| 2019/20 | Лига 1          | 23    | 34 | 5  | 11 | 18 | 27 | 77 | 14   |
| 2020/21 | Лига 2          | 3     | 46 | 23 | 10 | 13 | 59 | 50 | 79   |
| 2021/22 | Лига 1          |       |    |    |    |    |    |    |      |

## Рекордсмены клуба

### По числу матчей
| #  | Имя              | Период    | Матчи |
| -- | ---------------- | --------- | ----- |
| 1  | Эдди Хопкинсон   | 1952—1970 | 578   |
| 2  | Рой Гривз        | 1965—1980 | 575   |
| 3  | Алекс Финни      | 1922—1937 | 530   |
| 3  | Юсси Яаскеляйнен | 1997—2012 | 530   |
| 5  | Уоруик Риммер    | 1960—1975 | 528   |
| 6  | Брайан Эдвардс   | 1947—1965 | 518   |
| 7  | Тед Визард       | 1910—1931 | 512   |
| 8  | Пол Джоунс       | 1970—1983 | 506   |
| 9  | Нэт Лофтхаус     | 1946—1960 | 503   |
| 10 | Рой Хартл        | 1952—1966 | 499   |

### По числу голов
| #  | Имя             | Период    | Голы |
| -- | --------------- | --------- | ---- |
| 1  | Нэт Лофтхаус    | 1946—1960 | 285  |
| 2  | Джо Смит        | 1908—1927 | 277  |
| 3  | Дэвид Джек      | 1920—1928 | 161  |
| 4  | Джек Милсом     | 1930-е    | 153  |
| 5  | Рэй Уэствуд     | 1928—1947 | 144  |
| 6  | Вилли Мойр      | 1945—1955 | 134  |
| 7  | Джон Байром     | 1966—1976 | 130  |
| 8  | Гарольд Блэкмор | 1927—1932 | 122  |
| 9  | Нил Уотмор      | 1973—1988 | 121  |
| 10 | Джон Макгинли   | 1992—1997 | 118  |